# Rasutoria terrieri
Rasutoria terrieri är en svampart som först beskrevs av Franz Petrak, och fick sitt nu gällande namn av M.E. Barr 1987. Rasutoria terrieri ingår i släktet Rasutoria och familjen Euantennariaceae.   Inga underarter finns listade i Catalogue of Life.